# 중앙아프리카 CFA 프랑
중앙아프리카 CFA 프랑(프랑스어: franc CFA 또는 간단히 franc, ISO 4217 코드: XAF) 은 중앙아프리카의 6개국(가봉, 적도 기니, 중앙아프리카 공화국, 차드, 카메룬, 콩고 공화국)이 사용하는 통화이다. CFA는 중앙아프리카의 경제 공동체(Coopération Financière en Afrique centrale)을 의미한다. 중앙아프리카 CFA 프랑은 카메룬의 야운데에 위치한 중앙아프리카 은행 (BEAC)에 의해 발행되고, 중앙아프리카 경제통화공동체 (CEMAC)의 6개국에서 사용된다. 1 프랑은 명목상 100 상팀으로 나뉘게 되지만, 중앙아프리카에서 상팀은 발행되지 않는다.
몇몇 서아프리카 국가에서 사용되는 서아프리카 CFA 프랑은 중앙아프리카 CFA 프랑과 같은 가치를 가지고 있다.

## 역사
CFA 프랑은 1945년에 프랑스 적도 아프리카 프랑을 대체하기 위해 적도 아프리카의 프랑스령 식민지에 도입되었다. CFA 프랑을 사용하는 적도아프리카 식민지와 국가는 차드, 프랑스령 카메룬, 프랑스령 콩고, 가봉, 우방기샤리였다. 이 통화는 각 국가들이 독립한 뒤에도 계속적으로 사용되었다. 이 지역에서 유일한 스페인 식민지였던 적도 기니는 1984년에 적도기니 에크웰을 대체하기 위해 CFA 프랑을 도입하였는데, 1 프랑 = 4 빕크웰의 비율로 교환되었다.
2023년 4월 25일, 중앙아프리카경제통화공동체(Cemac)와 프랑스의 장관급 회의가 열렸고, 특히 CFA 프랑에 관하여 논의가 있었다.

## 동전
1948년에 프랑스령 카메룬을 제외한 모든 식민지에서 사용될 1 프랑과 2 프랑 동전이 발행되었다. 2 프랑 동전은 그 후 거의 50년동안 발행되지 않았다. 1958년에 5, 10, 25 프랑 동전이 추가되었고, 프랑스령 카메룬에서도 유통되기 시작하였다. 이것은 카메룬 (Cameroun)라는 이름과 추가적으로 적도 아프리카 국가 (Etats de l'Afrique Equatoriale)라는 이름으로 발행되었다. 1961년에 50 프랑 니켈 동전이 도입되었고, 뒤따라 100 프랑 니켈동전이 1966년에 만들어졌다. 1971년부터 10 0프랑 동전은 각 국가에서 발행하게 되었다. 1976년에 500프랑 백동동전이 도입되었다. 1985년에는 적도기니에 5, 25, 50, 100 프랑 동전이 도입되었다.
1996년에는 100 프랑 동전의 중앙생산이 다시 시작되었고, 1998년에는 단일형태의 500 프랑 동전의 재도입도 되었다. 2006년에는 강철 동전으로 만들어진 2 프랑 동전이 도입되었다.

## 지폐
CFA 프랑이 처음 도입되었을 때, 지폐는 프랑스 해외 중앙 출납국 (Caisse Centrale de la France d'Outre-Mer)에서 유통을 목적으로 5, 10, 20, 100, 1000 프랑 지폐가 발행되었다. 1947년에 새로운 시리즈의 지폐가 프랑스령 적도 아프리카에 도입되었는데, 그 식민지의 명칭을 따서 발행되지는 않았다. 지폐는 5, 10, 20, 50, 100, 1000 프랑으로 발행되었고, 1949년에 500프랑이 만들어졌고, 1952년에는 5000프랑 지폐가 만들어졌다. 1957년에는 "카메룬 프랑스령 적도아프리카 발행기관"(Institut d'Emission de l'Afrique Equatoriale Française et du Cameroun)이 지폐의 생산을 맡게 되었고, 초기의 500프랑 지폐를 제외한 지폐를 발행하게 되었다.
1961년, "카메룬 프랑스령 적도아프리카 중앙 은행"(Banque Centrale des États de l'Afrique Équatoriale et du Cameroun)이 지폐 발행을 맡게 되었고, 100프랑 이하의 지폐는 발행이 중지되었다. 은행의 명칭은 1963년에 "적도아프리카 중앙은행"(Banque Centrale des Etats de l'Afrique Equatoriale)으로 변경되었다. 10,000 프랑 지폐가 1968년에 도입되었고, 그동안 100 프랑 지폐는 1971년에 동전으로 대체되었다.
1975년에, 은행의 이름은 다시 Banque des États de l'Afrique Centrale으로 바뀌었고, 개별 주들은 500, 1000, 5000, 10,000 프랑의 명목으로 지폐를 발행하기 시작했다. 이는 1993년에 중단되었다. 그 후 2,000 프랑 지폐가 1993년에 도입되었다. 국가 문자 코드는 다음과 같다.
1994년 시리즈:
- C -  콩고
- E -  카메룬
- F -  중앙아프리카 공화국
- L -  가봉
- N -  적도 기니
- P -  차드

2002년 시리즈:
- A -  가봉
- C -  차드
- F -  적도 기니
- M -  중앙아프리카 공화국
- T -  콩고
- U -  카메룬[2]

| 그림 | 그림 | 가치        | 크기        | 주요 색 | 비고 |
| 앞면 | 뒷면 | 가치        | 크기        | 주요 색 | 비고 |
| ---- | ---- | ----------- | ----------- | ------- | ---- |
|      |      | 500 프랑    | 130 × 70 mm | 갈색    |      |
|      |      | 1000 프랑   | 135 × 75 mm | 파란색  |      |
|      |      | 2000 프랑   | 145 × 75 mm | 분홍색  |      |
|      |      | 5000 프랑   | 145 × 80 mm | 녹색    |      |
|      |      | 10,000 프랑 | 150 × 75 mm | 보라색  |      |

## 같이 보기
- 가봉의 경제
- 적도 기니의 경제
- 중앙아프리카 공화국의 경제
- 차드의 경제
- 카메룬의 경제
- 콩고 공화국의 경제

## 참조
1. ↑  “Ressources financières et franc CFA: à Paris, une réunion ministérielle Cemac-France aux multiples enjeux” (프랑스어). 2023년 4월 25일. 2023년 6월 9일에 확인함.
2. ↑  “Central African States banknotes - Central African States paper money catalog and CAS currency history”. 《www.atsnotes.com》. 2022년 9월 3일에 원본 문서에서 보존된 문서. 2021년 5월 30일에 확인함.